# Смерека, Антонина Михайловна
Антонина Михайловна Смерека (Баглий) (2 [14] марта 1892, Киев — 29 июня 1981, Харьков) — украинская советская театральная актриса. Заслуженная артистка Украинской ССР (1945).

## Биография
Родилась в 1892 году в городе Киеве, Киевская губерния, Российская империя.
Дебютировала на сцене в 1916 году. Работала в Киеве в «Молодом театре» (1916—1919), Первом театре УССР имени Шевченко (1919—1920), «Кийдрамте» (1920—1921).
В 1922 году окончила Киевский музыкально-драматический институт имени Н. В. Лысенко. В 1922 году вступила в творческое объединение Леся Курбаса «Березиль». В 1926 году вместе с театром переехала в Харьков. После разгрома театра осталась в труппе.
В 1935—1951 годах — актриса Украинского драматического театра имени Шевченко в Харькове.
С 1951 года на пенсии. Умерла в 1981 году в Харькове.

## Творческая деятельность
Роли: Кристабель («В пуще» Леси Украинки, 1918), Зачепиха («Дай сердцу волю, заведет в неволю» Кропивницкого, 1936), Голда («Тевье-молочник» по Шолом-Алейхему, 1940), Палашка («Талан» Старицкого, 1941) и другие.